# Joseph Hubert de Boccard
Joseph Hubert de Boccard (getauft 30. August 1697 in Vuippens; † 29. August 1758 in Düdingen) war ein Schweizer römisch-katholischer Geistlicher und Bischof von Lausanne.

## Leben
Joseph Hubert de Boccard war ein Sohn des Pierre-Nicolas de Boccard (1671–1729), Vogt von Vuippens, und dessen Frau Marie-Catherine-Rose geb. de Maillard (1672–1717). Sein Bruder war François Jean-Philippe de Boccard (1696–1782), Maréchal de camp König Ludwig XV. Nach dem Besuch des Kollegiums St. Michael in Freiburg im Üechtland studierte Joseph Hubert de Boccard Philosophie in Freiburg im Breisgau, Theologie am Seminar Saint-Charles Borromée in Avignon sowie in Paris, wo er am 19. September 1722 die Priesterweihe empfing. Von 1724 bis 1758 war er Rector ecclesiae des Liebfrauenstifts in Freiburg. Ab 1730 Generalvikar des Bistums Lausanne, wurde Joseph Hubert de Boccard im Sommer 1745 dessen Apostolischer Administrator.
Am 9. März 1746 ernannte ihn Papst Benedikt XIV. auf Vorschlag der Freiburger Kantonsregierung zum Bischof von Lausanne. Die Bischofsweihe spendete ihm am 1. Mai 1746 Erzbischof Filippo Acciaioli, Nuntius in der Schweiz.
Joseph Hubert de Boccard starb am 29. August 1758 auf dem Familienschloss Jetschwil in Düdingen. Beigesetzt wurde er in der Kirche des Liebfrauenstifts in Freiburg.